# 網狀細胞
网状细胞（reticular cell）是一类能合成Ⅲ型胶原α1并以之形成网状纤维的成纤维细胞。该细胞围绕着网状纤维，使之与其它组织成分和细胞分离开来。网状细胞产生并维持纤维网络，可以为淋巴器官提供结构上的支撑。
该细胞存在于人体多处器官中，脾脏、淋巴結、淋巴小结等处可见。透过网状组织，网状细胞能将B细胞和T细胞导向至特定部位。

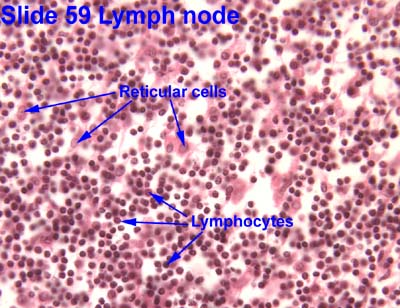
显微镜下的淋巴结，其中可见淋巴细胞(lymphocyte)以及网状细胞(reticular cell)